# Slide It In
Slide It In šesti je studijski album engleskog hard rock sastava Whitesnake, objavljen u veljači 1984. godine. To je ujedno i prvi njihov album koji izlazi u Americi. Materijal je sniman u dvije verzije, jedna za Europu i Kanadu, a drugi za SAD.

## Popis pjesama

### Europa & Kanada
1. "Gambler" – 3:57
2. "Slide It In"  (Coverdale) – 3:20
3. "Standing in the Shadow" (Coverdale) – 3:32
4. "Give Me More Time" – 3:41
5. "Love Ain't No Stranger" – 4:13
6. "Slow an' Easy" (Coverdale, Micky Moody) – 6:09
7. "Spit It Out" – 4:11
8. "All or Nothing" – 3:34
9. "Hungry for Love" (Coverdale) – 3:57
10. "Guilty of Love" (Coverdale) – 3:18
11. "Need Your Love So Bad" (Little Willie John) - 3:14 (bonus skladba)

### SAD
1. "Slide It In" (Coverdale) – 3:20
2. "Slow an' Easy" (Coverdale, Moody) – 6:08
3. "Love Ain't No Stranger" – 4:18
4. "All or Nothing" – 3:40
5. "Gambler" – 3:58
6. "Guilty of Love" (Coverdale) – 3:24
7. "Hungry for Love" (Coverdale) – 3:28
8. "Give Me More Time" – 3:42
9. "Spit It Out" – 4:26
10. "Standing in the Shadow" (Coverdale) – 3:42

## Singlovi
- "Love Ain't No Stranger"
- "Slow An' Easy"
- "Guilty of Love"
- "Standing in the Shadow"
- "Gambler"

## Osoblje
- David Coverdale – Prvi vokali, udaraljke, klavir (u obje verzije)
- Mel Galley – gitara, prateći vokali (u obje verzije)
- Micky Moody – gitara (u obje verzije)
- John Sykes – gitara (US verzija)
- Jon Lord – klavijature (u obje verzije)
- Colin Hodgkinson – bas-gitara (UK verzija)
- Neil Murray – bas-gitara (US verzija)
- Cozy Powell – bubnjevi (u obje verzije)